# Bill & Ted’s verrückte Reise in die Zukunft
Bill & Ted’s verrückte Reise in die Zukunft (Originaltitel: Bill & Ted’s Bogus Journey) ist eine Science-Fiction-Komödie von Peter Hewitt aus dem Jahr 1991. Der ursprüngliche Titel des Films lautete Bill & Ted Go to Hell – Bill & Ted fahren zur Hölle. Der Film ist die Fortsetzung von Bill & Teds verrückte Reise durch die Zeit. In Deutschland erschien der Film am 13. Oktober 1992 auf Video. Im September 2020 folgte mit Bill & Ted retten das Universum eine Fortsetzung.

## Handlung
Bill und Ted sollen umgebracht werden. Dazu werden zwei Roboter zu den beiden geschickt, die identisch aussehen und deren Platz einnehmen sollen. Das gelingt. Neben diversem Chaos, das die beiden Roboter anrichten, übernehmen sie auch die Freundinnen der „echten“ Bill und Ted.
Bill und Ted derweil kommen in eine Art Hölle, in der sie ihren schlimmsten Albträumen ausgesetzt sind: Ted ist nun doch auf der Militärakademie gelandet, Bill wird immer von seiner Großmutter besabbert, und andere Widerlichkeiten geschehen.
Der Tod persönlich macht ihnen schließlich ein Angebot, ein Spiel gegen ihn zu spielen. Wenn Bill und Ted gewinnen, dürfen sie wieder auf die Erde, wenn sie verlieren, gehören sie dem Tod. Bill und Ted schlagen den Tod in jedem gespielten Spiel, und Tod verlangt nach jeder Niederlage ein weiteres Spiel. Nachdem Bill und Ted ihn in Twister schlagen, gibt der Tod auf.
So muss er mit Bill und Ted auf die Erde zurück und ihnen helfen, die Roboter auszuschalten. Nach vielen verwirrenden Wendungen im Himmel, wo Bill und Ted auf Gott und alte berühmte Persönlichkeiten treffen, nehmen sie die außerirdischen Wissenschaftler „Volle“ und „Kanne“ mit auf die Erde, und das Unternehmen beginnt.
Schließlich besiegen Bill und Ted ihre Doppelgänger mit Hilfe der Außerirdischen (die vorher zu „einem“ mutieren) und des Todes.
Kurz vor einem Konzert ihrer Band „Wyld Stallyns“ fahren sie noch einmal mit ihren Freundinnen in der Telefonzelle durch die Zeit, um zehn Sekunden später mit ihren Frauen, ihren eigenen Kindern und langen Bärten wiederzukehren und ein Konzert zu geben.

## Soundtrack
- Shout it Out – Slaughter
- Battle Stations – Winger
- God Gave Rock and Roll to You II – Kiss
- Drinking Again – Neverland
- Dream of a New Day – Richie Kotzen
- The Reaper – Steve Vai
- The Perfect Crime – Faith No More
- Go to Hell – Megadeth
- Tommy the Cat – Primus
- Junior’s Gone Wild – King’s X
- Showdown – Love on Ice
- The Reaper Rap – Steve Vai
- For the Love – Neverland (nicht auf dem Soundtrack-Album)
- Bricklin – Walk Away

Gitarrenvirtuose Steve Vai nahm zudem eine Art Score auf, zu hören auf seinem Album Elusive Light And Sound, Vol. 1. Am auffallendsten sind die kurzen Jingles, wenn Bill und Ted sich zuzwinkern und die Finger wie beim Luft-Gitarre-spielen bewegen.

## Kritiken
„Überdrehte, zumeist witzlose Fortsetzungskomödie, die auf Chaos, Klamauk und lauten Humor setzt.“

„Jeder Aspekt der Fortsetzung übertrifft den ersten Film. Wo der Vorgänger schlecht und gleichgültig gemacht war – geradezu ein zusammengestückeltes Machwerk – ist Bogus Journey schneidend und das Timing passt. Hewitt ist mit seinem Langfilm-Debüt nicht nur ein weiterer Auftragsregisseur. Er hat seine erkennbare, komische Stimme gefunden und weiß mit den Witzen umzugehen. Jetzt fängt das ‚Bill & Ted‘-Universum an, Gestalt anzunehmen, und wir erkennen die Konzeption, gelungen und unverwässert.“

„Vielleicht sogar cleverer als der Vorgänger, indem der Film dessen surreales Potenzial erweitert und die losen Handlungsenden zusammenführt und dessen Sinnlosigkeit auf bemerkenswerte Weise eine Richtung gibt. […]“

## Trivia
Der Name des Bösewichts De Nomolos ist ein Ananym auf den Drehbuchautor Ed Solomon.

## Auszeichnungen
- William Sadler gewann 1992 einen Saturn Award als Bester Nebendarsteller.
- Kevin Yagher, verantwortlich für die Spezialeffekte des Films, wurde für einen Saturn Award nominiert.